# استعراض جوي
الاستعراض الجوي هو نشاط ترفيه ومسابقات تتمثل في استعمال طائرة لتقديم لوحات استعراضية جوية أي حركات بالطائرة خارجة على المالوف.
تتمثل هذه اللوحات الاستعراضية في عدة حركات خاصة الدوران الافقي والسقوط بالطائرة والطيران على الظهر... تكون الحركات عادة مرتبطة مما يستوجب مهارة وخبرة عاليتين عند الطيار للقدرة على المحافظة على ثبات الطائرة.

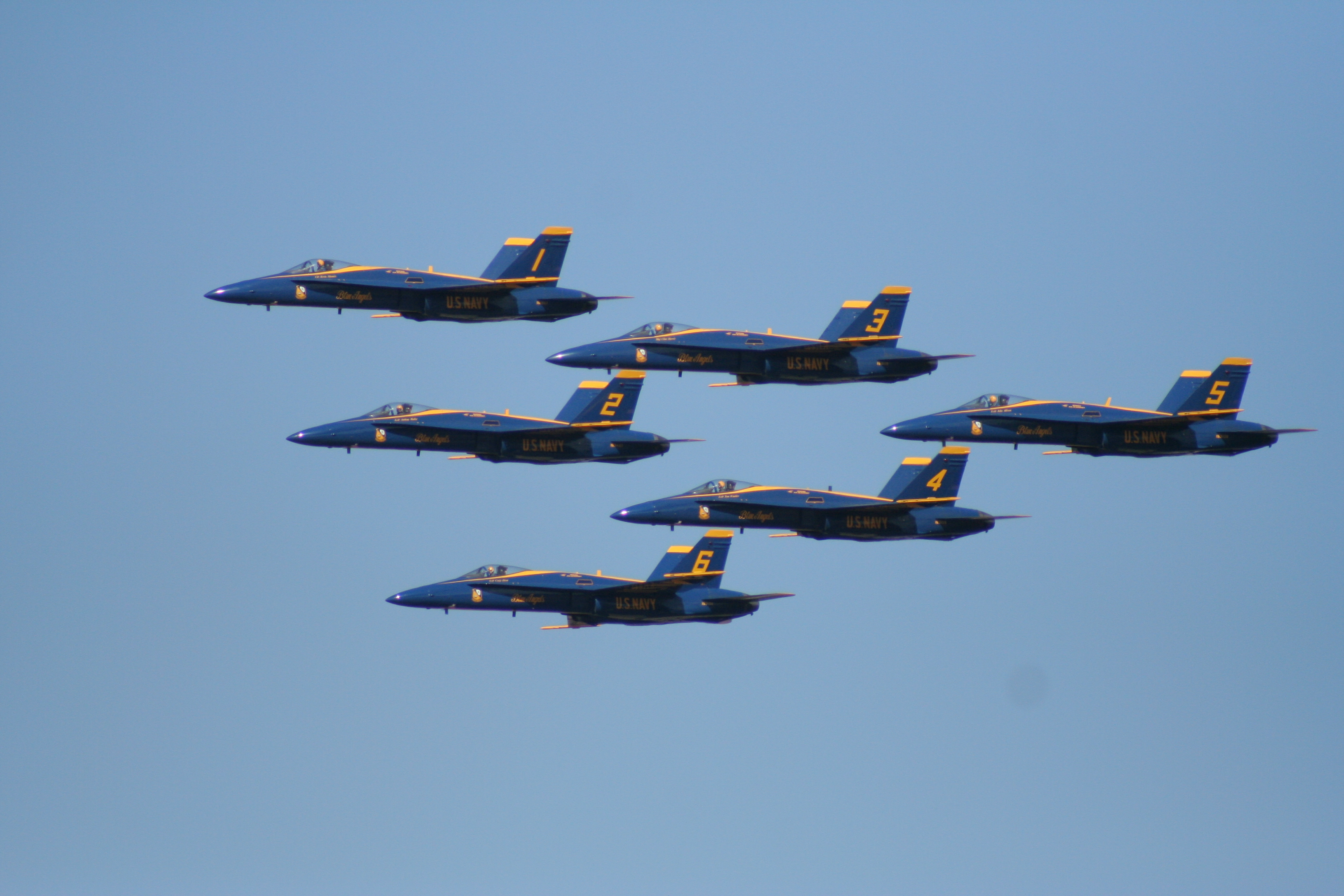
الملائكة الزرق في تشكيلة عدالة البحار

## الطائرات
تستوجب هذه الاستعراضات طائرات قوية وسهلة المناورة. تستعمل لذلك طائرات ب عامل تعبئة أكبر، في الطيران العكسي (على الظهر), وفي الطيران العمودي (عند الصعود أو النزول).
تصنف طائرات الاستعراضات إلى نوعين - خاصة بالاستعراضات، وقادرة على الاستعراضات. الخاصة بالاستعراضات مثل بيتس سبشل، the اكسترا 200 وإكسترا 300, وال سوخوي اس يو 29. وتستعمل هذه الطائرات في الحركات الشديدة التعقيد. اما للحركات الابسط، فالطائرات القادرة على الاستعراضات تستطيع القيام بهذه الحركات بسهولة..

## فرق الاستعراضات الجوية
تمارس الاستعراضات الجوية عادة في المعارض الجوية وفي الاحتفالات الخاصة بالانشطة الجوية. من ابرز فرق هذه الاستعراضات:
- السهام الحمر (Red Arrows) (القوات الجوية الملكية البريطانية)
- النجوم الفضية (Silver Star) (القوات الجوية المصرية)
- النجوم الفضية (Silver Star) (القوات الجوية المصرية)
- السهام ثلاثية الألوان (Frecce Tricolori) (القوات الجوية الإيطالية)
- الصقور الملكية الأردنية (Royal Jordanian Falcons) (القوات الجوية الملكية الأردنية)
- روليتس (القوات الجوية الملكية الأسترالية)
- النجوم التركية (Türk Yıldızları) (القوات الجوية التركية)
- صلبان الجنوب (Cruz del Sur) (القوات الجوية الأرجنتينية)
- نسور الصاعقة (Thunder Tiger) (القوات الجوية الصينية)
- سرب الدخان (Esquadrilha da Fumaça) (القوات الجوية البرازيلية)
- الملائكة الزرق (Blue Angels) (بحرية الولايات المتحدة)
- اشراقة الشمس (Surya Kiran) (القوات الجوية الهندية)
- السهام السوداء (Black Arrows) (القوات الجوية الملكية البريطانية)
- الشياطين الحمر (Diables Rouges) (القوات الجوية البلجيكية)
- هالكونز (Escuadrilla de Alta Acrobacia Halcones) (القوات الجوية الشيلية)
- صقور منتصف الليل (Midnight Hawks) (القوات الجوية الفلندية)
- دورية فرنسا (Patrouille de France) (القوات الجوية الفرنسية)
- دورية سويسرا (Patrouille Suisse) (القوات الجوية السويسرية)
- الصقور الفضية (Silver Falcons) (القوات الجوية الجنوب أفريقية)
- طيور الصاعقة (Thunderbirds) (القوات الجوية الأمريكية)
- طيور الثلج (Snowbirds) (القوات الجوية الكندية)
- دورية النسور (Patrulla Aguila) (القوات الجوية الأسبانية)
- الصقور السعودية (Saudi Hawks) (القوات الجوية الملكية السعودية)
- فرقة المسيرة الخضراء (MARCHE VERTE) (القوات الجوية الملكية المغربية)
- فرسان روسيا (Russian Knights) (القوات الجوية الروسية)
- فرسان الإمارات (FURSAN AL EMARAT) (القوات الجوية لدولة الإمارات العربية المتحدة)